# 韋爾塔赫河
48°24′16″N 10°53′17″E / 48.40444°N 10.88806°E
韋爾塔赫河（德語：Wertach，發音：[ˈveːɐ̯tax]）是德國的河流，位於該國南部巴伐利亞州，屬於萊希河的左支流，河道全長151公里，發源自北石灰岩山脉，流域面積1,290平方公里，人口密度每平方公里32人。